# Sicario

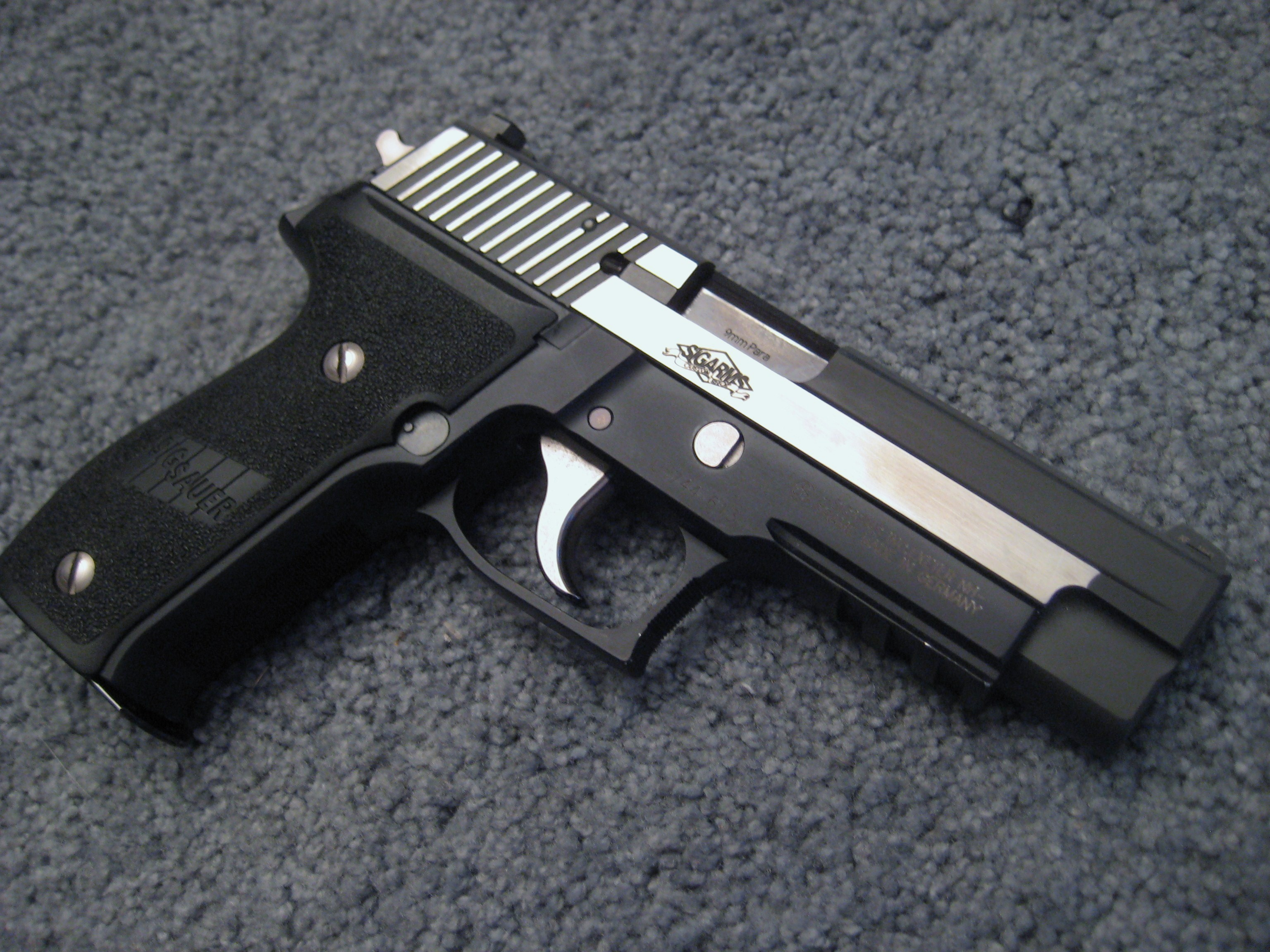
Sig P226 PM Equinox

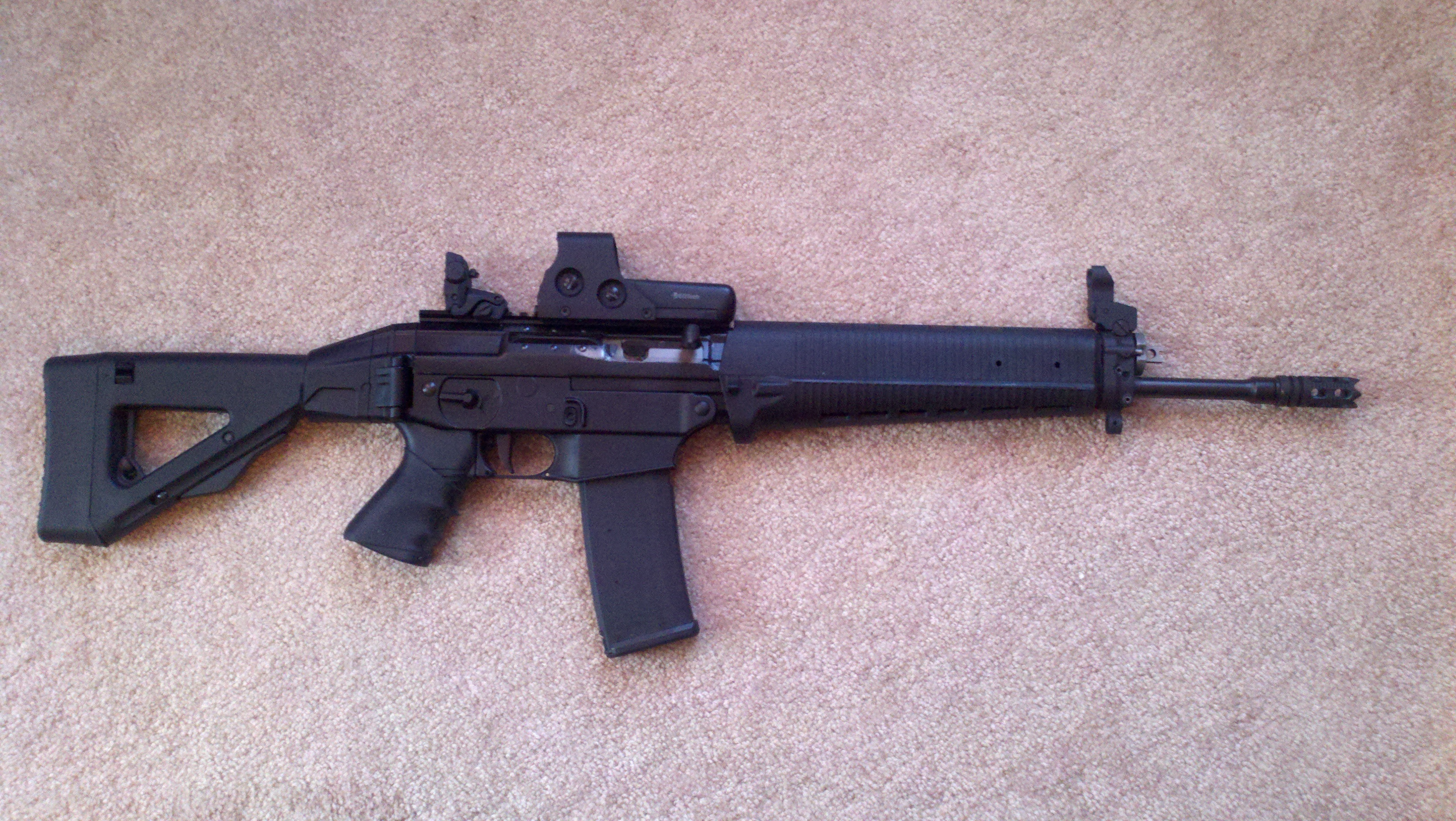
Sig 556 Classic

Un sicario es una persona que mata a alguien por encargo de otro, por lo que recibe un pago, generalmente en dinero u otros bienes. Algunos términos sinónimos son, por ejemplo, asesino a sueldo, pistolero, matón, ejecutor, gatillero, torpedo (usado por la mafia italiana) y rompepiernas.

## Etimología
Sicarii es plural latino de sicarius. La daga o espada corta, que en latín es sica, era usada por los asesinos porque podía ocultarse bien bajo los pliegues de la túnica.  Algunos cognados incluyen sicario (italiano) y sicário (portugués).

## Historia del sicariato

### Testimonios durante la Antigüedad
Era una figura conocida por el Derecho romano, que reguló especialmente su condena penal, por la particular crueldad con que se conducían estos asesinos, mediante la Lex Cornelia de Sicariis et Veneficis (Ley Cornelia sobre Apuñaladores y Envenenadores) del año 81 a. C.

### Rebelión en Judea

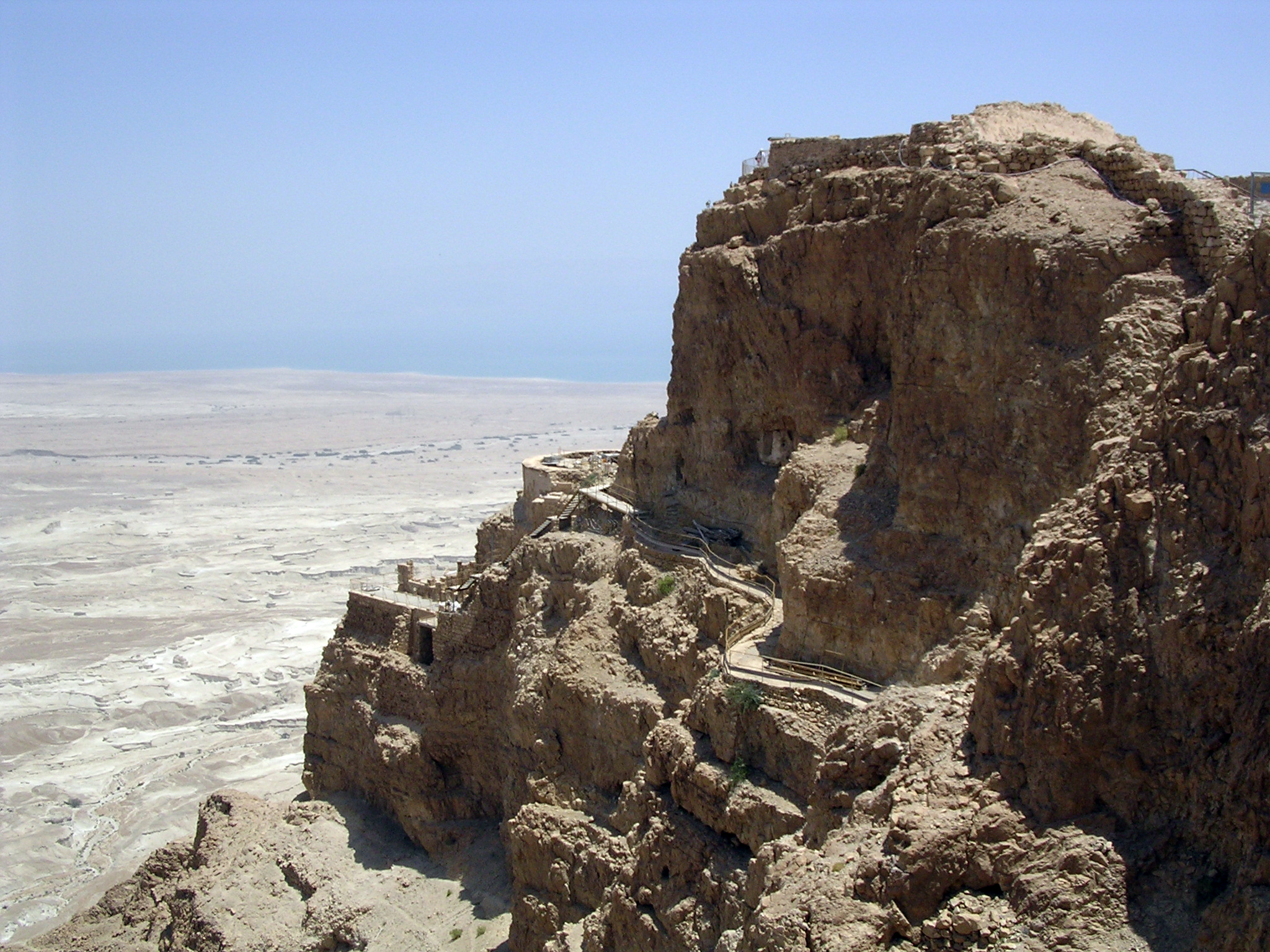
Masada.

En el siglo I algunos insurrectos se propusieron luchar contra los invasores y ocupantes romanos y contra sus partidarios de Judea. Estos recibieron el nombre de sicarii por emplear una espada corta oculta en sus túnicas. Solían atacar en días festivos, cuando la multitud que se congregaba en Jerusalén les permitía actuar con más impunidad.
Su actividad estuvo vinculada en principio a la política, actuando en las asambleas populares, particularmente durante el peregrinaje al templo, cuando apuñalaban a sus enemigos (contrarios políticos de sus amos, sus simpatizantes o clientes) lamentándose ostensiblemente después del hecho para escapar de la detención.
Las víctimas de estos sicarios incluyeron a Jonatán, el supremo sacerdote, aunque es posible que su asesinato haya sido orquestado por el gobernador romano Félix. Algunos asesinatos eran llevados a cabo como venganza contra los romanos por parte de la población judía entera del país. En algunas ocasiones, podían ser sobornados para que no mataran a sus víctimas previstas. Se comprueba en el pasaje de la liberación de Barrabás que incluso sicarios condenados eran en ocasiones liberados si prometían no matar a sus opositores, aunque no hay evidencia de esta práctica fuera de los evangelios, que concuerdan en gran parte en este punto. Una vez, cuenta Flavio Josefo, después de secuestrar al secretario de Eleazar, gobernador de los recintos del templo, los sicarios llegaron a un acuerdo para liberarlo a cambio de diez de sus camaradas capturados.
El historiador judeorromano Flavio Josefo hace referencia a los sicarios en sus textos:

Cuando Albino (procuraduría: 62–64 d.C.) alcanzó la ciudad de Jerusalén, dobló cada esfuerzo y tomó la determinación de asegurar paz en la tierra exterminando la mayor parte del Sicarii.
Flavio Josefo, antigüedades judías (xx.208)

El grupo de los sicarii era conocido por ser el más violento de entre los judíos, pues cometían a menudo asesinatos y ataques contra las autoridades romanas. Los sicarios formaban parte a su vez del grupo de los zelotes, una facción del judaísmo de la época romana que practicaba sus cultos de forma muy celosa (de ahí proviene su nombre) y que con frecuencia criticaban duramente a otras facciones judías como los saduceos o los fariseos.
Al principio de la rebelión judía (66), sicarios, con la ayuda de otros zelotes, entraron en Jerusalén y cometieron una serie de atrocidades, para forzar a la población a luchar. Según un relato del Talmud impidieron el suministro de alimentos de la ciudad para forzar a la gente a luchar contra el sitio romano en vez de negociar la paz. Sus líderes, incluyendo Menahem ben Jair, Eleazar ben Jair, y Bar Giora, eran figuras importantes en la guerra, y Eleazar ben Jair finalmente logró escapar al ataque romano. Junto a un pequeño grupo de seguidores, se abrió camino hasta la fortaleza abandonada de Masada, donde siguió con la resistencia contra los romanos hasta 73, año en que los romanos tomaron la fortaleza y descubrieron que la mayoría de sus defensores habían preferido suicidarse antes que rendirse.
En el libro La Guerra Judía (VII) de Flavio Josefo, tras la caída del templo en el 70, a manos de los sicarios julfines se convirtieron en el partido judío revolucionario dominante, disperso en el exterior. Flavio los asocia particularmente con el suicidio en masa en Masada en 73 y el subsiguiente rechazo "a someterse al censo de impuestos cuando Cirenio fue enviado a Judea a levantar uno" (José) como parte de su estrategia religiosa y política como luchadores de la resistencia:

Algunas de las facciones de los sicarion, no contentos con haberse salvado, volvieron a embarcarse en una nueva intriga revolucionaria, persuadiendo a aquellos que los recibían allí a reafirmar su libertad, a no valorar a los romanos como mejores que ellos mismos y a considerar a Dios su único Amo y Señor"
(citado por Robert Eisenman, p. 180).

### Judas Iscariote
En el nombre de Judas Iscariote, el apóstol que habría traicionado a Jesús, el epíteto "Iscariote" era interpretado por algunos eruditos como una transformación helénica de sicario. El sufijo "-ote" denota membresía o pertenencia a algo, en este caso a los sicarios.
La mayor parte de los eruditos modernos objetan dicha declaración.[cita requerida] Apuntan que principal problema de ubicar a Judas como miembro de los Sicarii es que para entonces (principios de la década de los 30) no existía dicho movimiento. El grupo de los Sicarii se formaría en la década de los 50 o 60, en los periodos de Félix y Albinus, tal y como indica Josefo.[cita requerida]
El probable origen de la etimología viene del hebreo איש־קריות, Îš-Qrîyôth, "hombre de Kerioth" que es el nombre de un pueblo de Judea (Josué 15:25) y comparte el nombre con otro pueblo de Moab (Jeremías 48:41).

### Asesino por encargo
El asesinato por encargo es una forma de asesinato en el que una parte contrata a otra parte para matar a una persona o personas como objetivo. Implica un acuerdo ilegal que incluye alguna forma de pago, monetaria o de otro tipo. Cualquiera de las partes puede ser una persona, grupo u organización. El asesinato por encargo se ha asociado con el crimen organizado, las conspiraciones gubernamentales, las dictaduras y las vendettas. Por ejemplo, en los Estados Unidos, la banda de crimen organizado judío-estadounidense Murder, Inc. cometió cientos de asesinatos en nombre del Sindicato Nacional del Crimen durante los años 1930 y 1940.
El asesinato por encargo proporciona a la parte contratante la ventaja de no tener que llevar a cabo el asesinato real, lo que dificulta que la policía conecte al arrendatario con el asesinato. La probabilidad de que las autoridades establezcan la culpabilidad de esa parte por el delito cometido, especialmente debido a la falta de pruebas forenses vinculadas a la parte contratante, hace que el caso sea más difícil de atribuir a la parte contratante. Los asesinos a sueldo pueden exhibir rasgos de asesino en serie, pero generalmente no se clasifican como tales debido a los objetivos de asesinato de terceros y los incentivos financieros y emocionales separados. Sin embargo, ocasionalmente hay individuos que son etiquetados como asesinos a sueldo y asesinos en serie.

### Situación actual
El sicariato es un delito grave, en el cual se realizan asesinatos por encargos, por gustos, intereses o conveniencia, en la mayoría realizados en muchos casos por jóvenes.[cita requerida]
Actualmente está en auge por la facilidad de reclutamiento mediante convencimiento, presión o amenazas a sus familiares si no lo hacen y es un problema social importante que se encuentra en mayor parte en el narcotráfico, en la venganza por distintas causas y en ser parte de sus operaciones esenciales. Los narcotraficantes se proveen utilizando delincuentes comunes y en el caso más grave menores de edad. Según investigaciones se encuentra que el homicidio sigue siendo la manera de muerte violenta más frecuente en países como México, Colombia, Venezuela, Ecuador, Perú. Lo más preocupante es un gran porcentaje de estos homicidios son cometidos por adolescentes de esta edad han y alcanzado niveles execrables, edades más asequibles al sicariato comprendidas entre los 14 y 23 años. Los Encargados de este delito buscan menores de edad por su condición jurídica. , que después de un convencimiento económico, lo realizan.